# 柚木駅 (長崎県)
柚木駅（ゆのきえき）は、かつて長崎県佐世保市柚木町にあった日本国有鉄道（国鉄）柚木線の駅（廃駅）。柚木線の終着駅であった。

## 歴史
- 1920年（大正9年）3月27日：佐世保軽便鉄道（後の佐世保鉄道）の駅として開設[1]。
- 1936年（昭和11年）10月1日：国有化により国鉄松浦線の駅となる[1]。
- 1945年（昭和20年）3月1日：線路名称変更に伴い柚木線の駅となる。
- 1967年（昭和42年）
  - 7月9日：集中豪雨による水害で柚木線が不通となる。
  - 9月1日：柚木線廃止により廃駅[1]。

## 駅構造
廃止時は単式ホーム1本、線路1本のみの単純な構造で、木造駅舎が最後まで残っていた。

## 利用状況
1965年（昭和40年）度の1日平均乗車人員は30人である。
| 年度               | 1日平均 乗車人員 | 1日平均 降車人員 |
| ------------------ | ---------------- | ---------------- |
| 1965年（昭和40年） | 30               | 25               |
| 1966年（昭和41年） | 23               | 20               |
| 1967年（昭和42年） | 28               | 26               |

## 現況
現在の駅跡は市営住宅等になっている。

## 隣の駅
日本国有鉄道
柚木線
肥前池野駅 - 柚木駅
- 1936年（昭和11年）まで、肥前池野駅との間に高尾駅が存在していた。